# Amintas III da Macedónia
Amintas III (em grego:  Ἀμύντας Γ΄; ? — 370 a.C.) filho de Arrideu e pai de Filipe II da Macedónia, foi rei da Macedónia em 393 a.C., e novamente 392-370 a.C..

## Duração do reinado
Nas duas listas de reis da Macedónia apresentadas por Eusébio de Cesareia, este rei não aparece na primeira (atribuída a Diodoro Sículo). Na segunda lista, analistas consideram que o terceiro e o quarto Amintas são este rei, cujo reinado foi interrompido por um usurpador.[carece de fontes?]
Ele subiu ao trono após os dez anos de confusão que se seguiu à morte de Arquelau I da Macedónia, o patrono da arte e da literatura. Ele foi o sucessor de Pausânias da Macedónia, que reinou por um ano. Após seis anos de reinado, em 393, como ele tinha muitos inimigos em casa, foi expulso pelo Illyrians, mas um ou dois anos depois, com o auxílio do tessálios, ele recuperou o seu reino.
Nos dois anos (ou um ano)[carece de fontes?] em que Amintas foi exilado, a Macedónia foi governada por Argeu II da Macedónia. Ele reinou mais dezoito anos, sendo sucedido por Alexandre II da Macedónia.

## Feitos notáveis
Para suportar a ameaça dos ilírios no norte de seu país, Amintas estabeleceu uma aliança com a Liga Chalquidiana liderada por Olinto. Em troca desse apoio, Amintas concedeu-lhes direitos de madeira macedônica, que foi enviada de volta a Atenas para ajudar a fortalecer sua frota. Com o dinheiro que flui para Olinto dessas exportações, o seu poder cresceu. Em resposta, Amintas procurou aliados adicionais. Ele estabeleceu ligações com Cotis, chefe do Reino Odrísio.
Depois de Paz Real em 387 a.C., Esparta estava ansiosa para restabelecer a sua presença no norte da Grécia. Em 385 a.C., Bardílis e seus ilírios atacaram o Reino do Epiro instigados e auxiliados por Dionísio de Siracusa, em uma tentativa de restaurar o rei da Molóssia ao trono. Quando Amintas procurou ajuda espartana contra a crescente ameaça de Olinto, os espartanos responderam avidamente. Olinto, que foi apoiada por Atenas e Tebas, os rivais de Esparta para o controle da Grécia, forneceu-lhes incentivo adicional para quebrar seu crescente poder no norte. Amintas, assim, concluiu um tratado com os espartanos, que o ajudaram a reduzir Olinto (379 a.C.). Ele também entrou em um campeonato com Jasão de Feras, e cultivou assiduamente a amizade de Atenas. Em 371 a.C. em um congresso pan-helênico dos aliados Lacedemônios, ele votou a favor de uma reivindicação dos atenienses e se juntou a outros gregos na votação para ajudar Atenas a recuperar Anfípolis.
Com Olinto derrotada, Amintas agora era capaz de concluir um tratado com Atenas e manter as receitas de madeira para si mesmo. Amintas enviou a madeira para a casa do ateniense Timóteo, no Pireu.
Por sua esposa, Eurídice, ele teve três filhos, Alexandre II da Macedónia, Pérdicas III da Macedónia e o mais novo e famoso Filipe II da Macedónia. Amintas morreu em idade avançada, deixando seu trono para seu filho mais velho, Alexandre.